# Darragh Leahy
Darragh Leahy (Dublino, 15 aprile 1998) è un calciatore irlandese, difensore del Waterford.

## Caratteristiche tecniche
È un terzino sinistro.

## Carriera

### Club
Cresciuto nei settori giovanili di Nuneaton Town e Coventry City, nel 2018 viene acquistato dal Bohemians con cui debutta nella prima divisione irlandese giocando l'incontro vinto 3-1 contro lo Shamrock Rovers. Nel 2020 si trasferisce al Dundalk, altro club della prima divisione irlandese, dove rimane fino al 2023; gioca poi anche con il Waterford, sempre in questo campionato.

### Nazionale
Ha giocato nelle nazionali giovanili irlandesi Under-17, Under-19 ed Under-21.

## Statistiche
Statistiche aggiornate al 26 novembre 2020.

### Presenze e reti nei club
| Stagione        | Squadra         | Campionato      | Campionato | Campionato | Coppe nazionali | Coppe nazionali | Coppe nazionali | Coppe continentali | Coppe continentali | Coppe continentali | Altre coppe | Altre coppe | Altre coppe | Totale | Totale | Totale |
| Stagione        | Squadra         | Comp            | Pres       | Reti       | Comp            | Pres            | Reti            | Comp               | Pres               | Reti               | Comp        | Pres        | Reti        | Pres   | Reti   |        |
| --------------- | --------------- | --------------- | ---------- | ---------- | --------------- | --------------- | --------------- | ------------------ | ------------------ | ------------------ | ----------- | ----------- | ----------- | ------ | ------ | ------ |
| 2018            | Bohemians       | PD              | 24         | 1          | CI+CdL          | 3+0             | 1+0             |                    | -                  | -                  |             | -           | -           | 27     | 2      |        |
| 2019            | Bohemians       | PD              | 25         | 0          | CI+CdL          | 0               | 0               |                    | -                  | -                  |             | -           | -           | 25     | 0      |        |
| 2020            | Dundalk         | PD              | 8          | 0          | CI+CdL          | 1+0             | 0               | UCL+UEL            | 1+6                | 0                  |             | -           | -           | 16     | 0      |        |
| Totale carriera | Totale carriera | Totale carriera | 57         | 1          |                 | 4               | 1               |                    | 7                  | 0                  |             | -           | -           | 68     | 2      |        |

## Palmarès

### Club

#### Competizioni nazionali
- Coppa d'Irlanda: 1

Dundalk: 2020
- Supercoppa d'Irlanda: 1

Dundalk: 2021